# AW129 Mangusta
Az AW129 Mangusta (korábban A129 Mangusta) az olasz Agusta által kifejlesztett ( jelenleg az olasz-brit Leonardo konszern által gyártott) harci helikopter, amelynek átépített változatát, a T129-et licenc alapján gyártja a török Turkish Aerospace Industries (TAI) vállalat. A Mangusta (jelentése: mongúz) az első harci helikopter, amelyet Nyugat-Európában fejlesztettek ki.
A Leonardo konszern már dolgozik a AW249 elnevezésű váltótípuson.

## A fejlesztés története, rendszerbeállítás
Olaszország az 1970-es évek végén határozta el, hogy saját harci helikoptert fog gyártani. Az új típus fejlesztését - amely az A129 jelölést kapta, de ez időközben a gyártó cég nevének megváltozása miatt AW129-re változott - 1978-ban kezdték el, de az első repülést csak 1983-ban hajtotta végre. Az öt prototípussal lefolytatott sikeres tesztek után az olasz hadsereg 60 darab A129-re kötött szerződést a gyártóval, amelyek közül az elsők 1986-ban álltak szolgálatba.

## Szerkezet
Az olasz mérnökök egy, az amerikai AH-1 Cobra harci helikopterhez hasonló elrendezésű járművet terveztek, azonban a Mangustába két hajtóművet szántak. A Mangustában az alumíniumötvözetet a modern kompozit anyagokkal ötvözték (utóbbiak a szerkezet önsúlyának 50%-át teszik ki). A helikopter túlélőképességét golyóálló sárkányszerkezeti elemekkel növelték. 
A hárompontos, farokkerekes elrendezésű futóműve fixen rögzített, így nagyobb védelmet nyújt a személyzet számára kényszerleszállása esetén.

## Hajtómű
A harci helikopter levegőbe emeléséhez szükséges energiát két, egyenként 664 kW-os (890 LE), négyfokozatú axiál- és egy centrifugálkompresszort tartalmazó Rolls-Royce Gem 2-1004D gázturbina biztosítja. A Mangustához rendelt angol hajtóműveket az olasz Piaggo cég gyártja helyben, licenc alapján.

## Pilótafülke, elektronika
A pilóta és a fegyverkezelő golyóálló, tandem elrendezésű pilótafülkében, energiaelnyelő székekben foglal helyet (a pilóta hátul, a fegyverkezelő elől ül). A típust felszerelték automata repülésvezérlő-rendszerrel, amely a földközeli repülések során hasznos. A helikopter orrán egy amerikai mini infravörös kamera található, amelynek képét az egyik LCD kijelzőn lehet megjeleníteni (a sisakkijelzővel együtt használva pedig minden időjárási körülmény között használható a gép). A gép passzív védelmét erősíti az olasz Elettronica ELT-156 radar-, és a brit BAE Systems Italia RALM-101 lézer-besugárzásjelzője, az ellenséges célpontokat az Elettronica által szállított ELT-554 impulzus-doppler radar és a BAE Systems IEWS AN/ALQ-144A típusú infravörös érzékelő segítségével lehet felderíteni.

## Fegyverzet
A Mangusta fegyverzetébe tartoznak 70 és 81 mm-es nem irányított rakéták, levegő-levegő feladatkörben amerikai Stinger vagy francia Mistral rakéták, levegő-föld feladatra pedig amerikai Hellfire és TOW páncéltörő rakéták. A harci helikopterbe beépítettek egy 20 mm-es M197 típusú gépágyút.

## Harci alkalmazása
A Mangustát az olasz hadsereg már bevetette a délszláv, a szomáliai és angolai konfliktusokban, de három helikopter részt vett az iraki háborúban is. Jelenleg az Afganisztánban állomásozó olasz erők támogatására alkalmazzák.

## Típusváltozatok

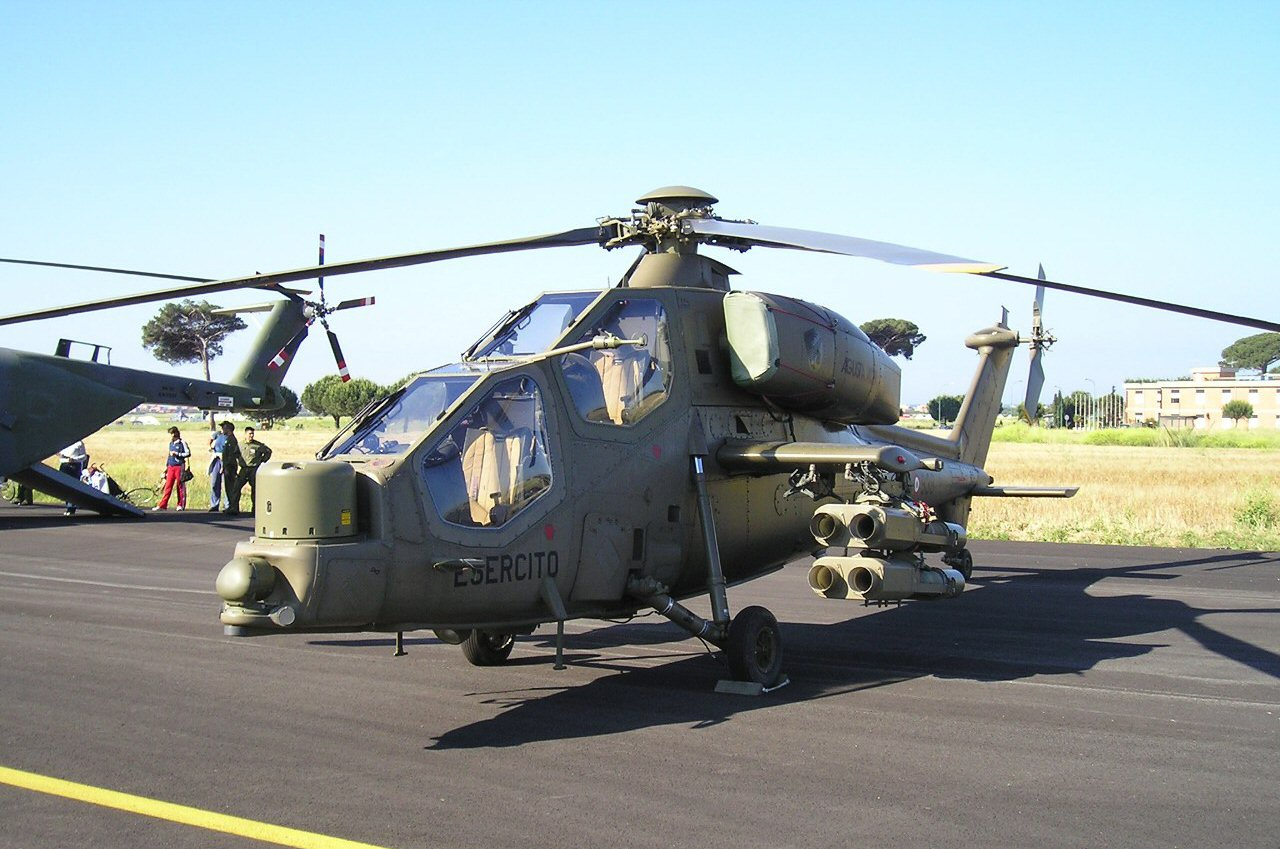
AgustaWestland AW129 Mangusta

### Jelenlegi változatok
- AW129 Mangusta: alapváltozat.
- AW129 International: megnövelt képességű változat ötágú főrotorral, új hajtóművekkel, gépágyúval és továbbfejlesztett elektronikával.
- AW129 CBT (ComBaT): az olasz hadsereg Mangusta helikopterei számára megrendelt továbbfejlesztési program elnevezése.
- T129: a törökök által megrendelt változat, amely az International változaton alapul. A T129-et a Turkish Aerospace Systems helyben, licenc alapján gyártja.

### Tervezett változatok
- AW129 LBH (Light Battlefield Helicopter): az International-on alapuló változat, de a Mi-24-hez hasonló kialakítással (a helikopter rakterében 8 felfegyverzett katona számára lenne hely).
- AW129 Multi-Role: megnövelt képességű változat.
- AW129 Scout: felderítő változat.
- AW129 Shipboard: a haditengerészet számára tervezett verzió.
- AW129 Tonal: Spanyolország, Hollandia és Anglia számára tervezett megnövelt képességű, továbbfejlesztett változat, amelyet sohasem építettek meg (a programot 1990-ben állították le), mivel előbbinél az Eurocopter Tiger-t, míg utóbbiaknál az AH-64 Apache-ot állították szolgálatba.

## Rendszeresítő államok
- Olaszország: 60 darab AW129.
- Törökország: 51 darab T129 megrendelve (+ 40 darabra opciót kötöttek).

## Fordítás
- Ez a szócikk részben vagy egészben  az   Agusta A129 Mangusta című angol Wikipédia-szócikk fordításán alapul.  Az eredeti cikk szerkesztőit annak laptörténete sorolja fel. Ez a jelzés csupán a megfogalmazás eredetét és a szerzői jogokat jelzi, nem szolgál a cikkben szereplő információk forrásmegjelöléseként.